# Porc negre mallorquí

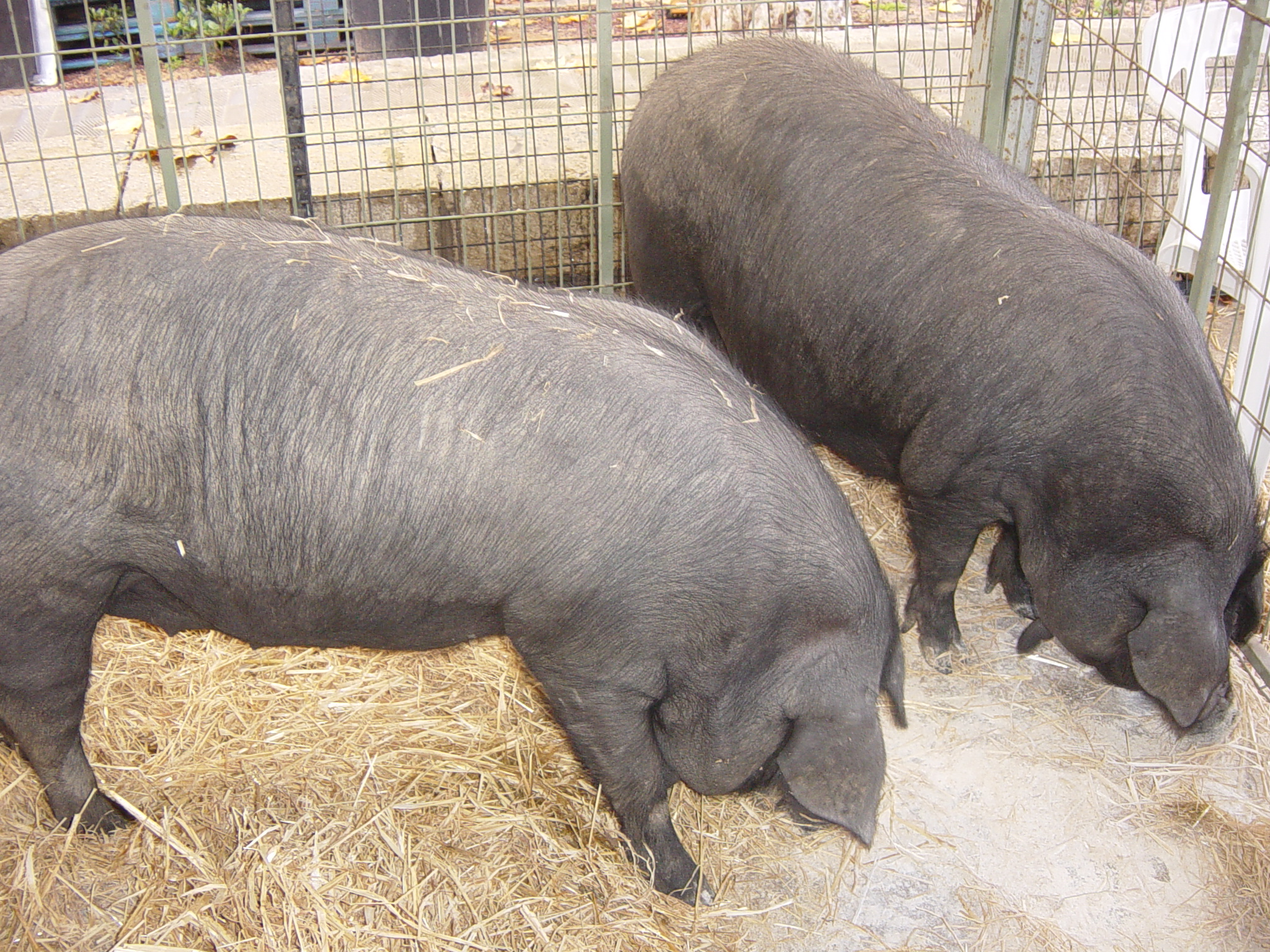
Porc negre mallorquí

El porc negre mallorquí és una raça de porc tradicional de Mallorca.
Sembla que el seu origen són els encreuaments entre els porcs ibèrics i els cèltics. Són animals de mida mitjana amb el pèl negre i les orelles caigudes grans i planes. Actualment la raça està regulada i existeix un llibre genealògic per garantir-ne la puresa. Són objecte d'una criança extensiva i semiextensiva i tots mengen els productes de la mateixa explotació: cereals, figues, figues de moro, garrics i pastures amb un percentatge limitat de pinso. Es sacrifiquen uns 3.000 porcs a l'any per fer-ne sobrassada de gran qualitat. També es venen uns 1.000 porcells a l'any, ja que la porcella és un plat tradicional.
Fins a mitjan segle xix, era l'únic porc que es criava i era objecte d'un actiu comerç i se n'exportava la carn transformada, uns 20.000 animals vius eren transportats en vaixell a Barcelona cada any junt amb els passatgers tal com es pot llegir a l'obra Un hivern a Mallorca de George Sand.